# Veszprém Wildfires 2011
Questa voce raccoglie le informazioni riguardanti i Veszprém Wildfires nelle competizioni ufficiali della stagione 2011.

## Divízió I 2011

### Stagione regolare
| 2 aprile 2011 4ª giornata | Veszprém Wildfires | 12 – 26 | Jászberény Wolverines |  |

| 9 aprile 2011 5ª giornata | Veszprém Wildfires | 2 – 16 | Dunaújváros Gorillaz |  |

| 17 aprile 2011 6ª giornata | Budapest Titans | 35 – 0 | Veszprém Wildfires |  |

| 14 maggio 2011 10ª giornata | Újbuda Rebels | 35 – 0 | Veszprém Wildfires |  |

| 29 maggio 2011 12ª giornata | Miskolc Steelers | 48 – 14 | Veszprém Wildfires |  |

| 12 giugno 2011 14ª giornata | Veszprém Wildfires | 0 – 24 | Zala Predators |  |

## Statistiche di squadra
| Competizione      | %Vittorie | In casa | In casa | In casa | In casa | In casa | In casa | In trasferta | In trasferta | In trasferta | In trasferta | In trasferta | In trasferta | Totale | Totale | Totale | Totale | Totale | Totale |
| Competizione      | %Vittorie | G       | V       | N       | P       | Pf      | Ps      | G            | V            | N            | P            | Pf           | Ps           | G      | V      | N      | P      | Pf     | Ps     |
| ----------------- | --------- | ------- | ------- | ------- | ------- | ------- | ------- | ------------ | ------------ | ------------ | ------------ | ------------ | ------------ | ------ | ------ | ------ | ------ | ------ | ------ |
| Stagione regolare | .000      | 3       | 0       | 0       | 3       | 14      | 66      | 3            | 0            | 0            | 3            | 14           | 118          | 6      | 0      | 0      | 6      | 28     | 184    |
| Totale            | .000      | 3       | 0       | 0       | 3       | 14      | 66      | 3            | 0            | 0            | 3            | 14           | 118          | 6      | 0      | 0      | 6      | 28     | 184    |